# Michael Svensson
Michael Lennart Svensson (25 novembre 1975) è un ex calciatore svedese, di ruolo difensore.

## Carriera

### Club
Difensore roccioso, ha giocato in patria nell'IFK Värnamo e nell'Halmstads Bollklubb, con cui ha vinto un titolo nazionale nel 2000.
Nel 2001 si è trasferito Francia, nel Troyes AC. Qui ha trascorso solo una stagione.
Nel 2002 ha firmato con il Southampton. Soprannominato Killer dai tifosi, in Inghilterra ha trascorso il periodo più lungo della sua carriera. È stato l'ultimo calciatore a segnare un gol al Maine Road, storico stadio del Manchester City, prima del suo abbattimento. Nel 2003 è arrivato in finale di FA Cup, poi persa contro l'Arsenal.
Il 25 giugno 2009 ha annunciato il suo ritiro dal calcio giocato.
Nel 2011 riprende l'attività da professionista nell'Halmstad. Al termine della stagione 2013 si ritira definitivamente.

### Nazionale
Con la Svezia ha debuttato il 17 agosto 1999 contro l'Austria. Ha partecipato al campionato del mondo 2002.

## Palmarès
- Campionato svedese: 1

Halmstads BK: 2000